# Табаско (соус)
Таба́ско (англ. Tabasco) — торговое наименование острых перечных соусов, сделанных из мякоти перца чили, уксуса и соли. Почти во всех сортах соусов табаско присутствует мякоть перца табаско, разновидности перца чили, а оригинальный соус, выдержанный в течение трёх лет в дубовых бочках, изготовлен только из перца табаско. Имеет кислый, пикантный аромат.

## История
Производителем соусов марки «Табаско» является американская компания «Макилхенни» (McIlhenny Company). Производство красного перечного соуса началось в 1868 году. Соус явился результатом многочисленных и длительных экспериментов Эдмунда Макилхенни, владельца небольшого поместья Эйвери Айленд на соляных копях в штате Луизиана.
Для приготовления своего соуса Макилхенни использовал особый сорт красного перца — табаско, соль из местного рудника и уксус высокого качества.

## Технология
Когда перцы созревают и краснеют, из них делают пюре с особой солью Avery Island, а затем эту смесь разливают по деревянным бочкам и оставляют бродить на три года. После этого пюре из перца смешивают с высококачественным дистиллированным уксусом, затем фильтруют и разливают по бутылкам.

## Товарный ряд

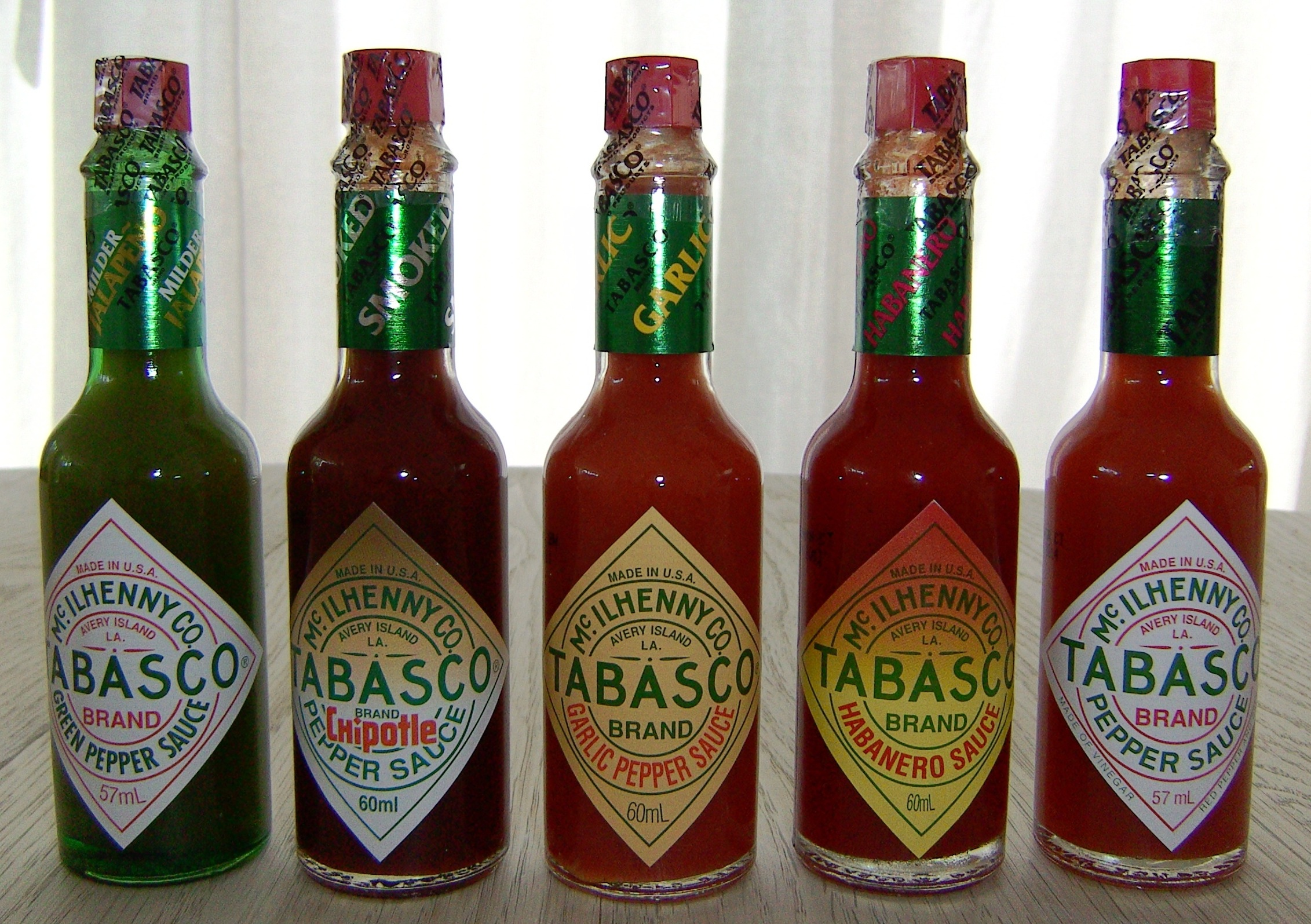
Разновидности «Табаско», оригинальный справа

Под названием «Табаско» выпускается девять разновидностей соуса (в России представлены только 6 видов): оригинальный красный (Original Red, классический), зелёный (Green Jalapeño, на основе перца халапеньо), чипотле (Chipotle Pepper), в стиле «Буффало» (Buffalo Style Hot, для куриных крылышек), хабанеро (Habanero Pepper, очень острый), скорпион (Scorpion sauce, самый острый соус на основе перца скорпион с добавлением пюре гуавы и ананаса), чесночный (Garlic Pepper, смесь из трёх перцев), сладко-острый (Sweet & Spicy, с восточными специями), шрирача (Sriracha, насыщенный чесночный вкус без консервантов). Соусы чипотле, хабанеро, скорпион и чесночный включают в себя перец табаско, смешанный с другими сортами, в то время как зелёный вообще не содержит перца табаско. В отличие от классического, ни один из них не подвергается трёхлетней выдержке.

## Жгучесть
По шкале Сковилла жгучесть соусов табаско оценивается:
| Перец         | ед.         |
| ------------- | ----------- |
| скорпион      | 23000-33000 |
| хабанеро      | 7000—8000   |
| классический  | 2500—5000   |
| чипотле       | 1500—2500   |
| чесночный     | 1200—1800   |
| зелёный       | 600—1200    |
| буффало       | 300—900     |
| сладко-острый | 100—600     |

## Применение
Табаско можно добавлять в различные блюда (супы, рагу, соусы, омлеты, маринады, коктейли и т. д.).